# Глибина (теорія кілець)
В комутативній алгебрі глибиною модуля називається одна з важливих характеристик модуля над комутативним кільцем. Особливо важливим є випадок модулів над локальними нетеровими кільцями. Поняття вперше було введено Осландером і Бухсбаумом у 1956 році 

## Означення
Нехай {\displaystyle R} — комутативне кільце Нетер і {\displaystyle M} — скінченнопороджений R-модуль. Послідовність елементів {\displaystyle a_{1},\dots ,a_{k}\in R}, називається M-регулярною, якщо для всіх {\displaystyle 1\leqslant i\leqslant k} елемент {\displaystyle a_{i}} не є дільником нуля в модулі
{\displaystyle M/(a_{1},\ldots ,a_{i-1})M,}
тобто з того, що {\displaystyle a_{i}x=0}, де {\displaystyle x} — деякий елемент вказаного модуля, випливає, що  {\displaystyle x=0}.
I-глибина модуля {\displaystyle M} дорівнює довжині найбільшої М-регулярної послідовності, складеної з елементів ідеала {\displaystyle I}. У випадку локального кільця {\displaystyle R} за {\displaystyle I} приймають зазвичай максимальний ідеал і тоді використовується термін глибина модуля {\displaystyle M}.
Еквівалентно I-глибиною модуля {\displaystyle M} називається найменше ціле число {\displaystyle n}, для якого {\displaystyle \operatorname {Ext} ^{n}(R/I,M)\neq 0.}
Для позначення глибини модуля використовують  {\displaystyle \operatorname {depth} _{I}(M)} або {\displaystyle \operatorname {prof} _{I}(M)}.

## Властивості
- Нехай {\displaystyle R} — комутативне локальне кільце Нетер з максимальним ідеалом {\displaystyle {\mathfrak {m}}} і {\displaystyle M} — скінченнопороджений R-модуль. Тоді правильною є нерівність

{\displaystyle \mathrm {depth} (M)\leqslant \dim(M),}
де в правій частині є розмірність Круля для модуля, що за означенням рівна {\displaystyle \operatorname {dim} _{R}M:=\operatorname {dim} (R/\operatorname {Ann} _{R}(M))}. Кільця для яких глибина рівна розмірності Круля називаються кільцями Коена — Маколея.
- Формула Аусландера — Бухсбаума. Нехай {\displaystyle R} — комутативне локальне кільце Нетер з максимальним ідеалом {\displaystyle {\mathfrak {m}}} і {\displaystyle M} — скінченнопороджений R-модуль. Якщо проективна розмірність модуля {\displaystyle M} є скінченною, то виконується рівність

{\displaystyle \mathrm {pd} _{R}(M)+\mathrm {depth} (M)=\mathrm {depth} (R).}
- Справедливою є наступна формула:

{\displaystyle \operatorname {depth} _{I}(M)=\inf _{{\mathfrak {p}}\supset I}\operatorname {depth} _{I}(M_{\mathfrak {p}})}
де {\displaystyle {\mathfrak {p}}} позначає простий ідеал кільця {\displaystyle R}, а {\displaystyle M_{\mathfrak {p}}} розглядається як модуль над локальним кільцем {\displaystyle R_{\mathfrak {p}}}.
- Нехай {\displaystyle R} — комутативне локальне кільце Нетер з максимальним ідеалом {\displaystyle {\mathfrak {m}}} і {\displaystyle M} — скінченнопороджений R-модуль. Тоді {\displaystyle \mathrm {depth} (M)=0} якщо і тільки якщо {\displaystyle {\mathfrak {m}}} є асоційованим простим ідеалом модуля {\displaystyle R.}
- Нехай {\displaystyle R} — комутативне локальне кільце Нетер з максимальним ідеалом {\displaystyle {\mathfrak {m}}} і {\displaystyle M} — скінченнопороджений R-модуль. Нехай елемент {\displaystyle a\in {\mathfrak {m}}} не є дільником нуля для модуля {\displaystyle M.} Тоді {\displaystyle \mathrm {depth} (M/aM)=\mathrm {depth} (M)-1.}
- Нехай {\displaystyle R} — комутативне локальне кільце Нетер з максимальним ідеалом {\displaystyle {\mathfrak {m}}} і {\displaystyle M} — скінченнопороджений R-модуль. Якщо {\displaystyle {\hat {R}},{\hat {M}}} — поповнення відповідно кільця і модуля по {\displaystyle {\mathfrak {m}}}-адичній фільтрації, то {\displaystyle \mathrm {depth} (M)=\mathrm {depth} ({\hat {M}})}.
- Твердження {\displaystyle \mathrm {depth} _{I}(M)\geqslant n} рівнозначно тому, що модулі локальних когомологій {\displaystyle H_{i}^{I}(M)} дорівнюють нулю при {\displaystyle i<n}.
- Нехай {\displaystyle 0\to M'\to M\to M''\to 0} — точна послідовність скінченнопороджених модулів над комутативним нетеровим кільцем і {\displaystyle I} — ідеал кільця, для якого {\displaystyle IM'\neq M'\;IM\neq M\;IM''\neq M''}. Тоді:

Якщо {\displaystyle \mathrm {depth} _{I}(M)<\mathrm {depth} _{I}(M'')} то {\displaystyle \mathrm {depth} _{I}(M')=\mathrm {depth} _{I}(M)}.
Якщо {\displaystyle \mathrm {depth} _{I}(M)>\mathrm {depth} _{I}(M'')} то {\displaystyle \mathrm {depth} _{I}(M')=1+\mathrm {depth} _{I}(M)}.
Якщо {\displaystyle \mathrm {depth} _{I}(M)=\mathrm {depth} _{I}(M'')} то {\displaystyle \mathrm {depth} _{I}(M')>\mathrm {depth} _{I}(M)}.